# Tormented (2009)
Tormented is een Britse tienerfilm onder regie van Jon Wright, die in mei 2009 in Groot-Brittannië in première ging. De film gaat over een gepeste tiener die vanuit de dood terugkeert om wraak te nemen op zijn klasgenoten.
Pettyfer werd toegevoegd aan de cast in augustus 2008. Hij speelt tegenover Pearson, die bekend werd van de Britse tienerserie Skins.

## Rolverdeling
- Alex Pettyfer - Bradley
- Dimitri Leonidas - Alexis
- Calvin Dean - Darren
- Tuppence Middleton - Justine
- Olly Alexander - Jason
- April Pearson - Tasha
- Sophie Wu - Mai Lee
- Larissa Wilson - Khalillah
- Georgia King - Sophie
- Mary Nighy - Helena
- Ruby Bentall - Emily
- Tom Hopper - Marcus
- James Floyd - Nasser